# Pseudasteron
Pseudasteron is een geslacht van spinnen uit de familie mierenjagers (Zodariidae).

## Soorten
Het geslacht kent de volgende soorten:
- Pseudasteron simile Jocqué & Baehr, 2001